# Baba Laddé
Mahamat Abdoul Kadre Oumar, mais conhecido como Baba Laddé ("pai do mato" na língua fula usada para designar o leão) é um rebelde chadiano fulani que se opõe ao regime chadiano de Idriss Déby. Ele é algumas vezes referido como Abdel Kader Baba Laddé.

## Biografia
Nascido em 21 de julho de 1970 em Gounou Gaya, Mayo-Kebbi Est, é da etnia fulani.
Gendarme, rebelou-se em 15 de outubro de 1998 ao fundar um grupo armado, a Frente Popular para a Recuperação (PFR). Foi preso pela primeira vez de novembro de 1998 a setembro de 1999. Depois disso, refugiou-se na Nigéria por vários anos. Ele se juntou a Darfur com seus combatentes da Frente Popular para a Recuperação de 2006 a 2008 ao lado de outros grupos rebeldes. Por alguns meses,  foi o Comissário de Defesa da coalizão Frente Unida para a Mudança (FUC). Em 2008, ingressou na República Centro-Africana com seus homens.
Foi detido pelas forças chadianas em Bangui em 2009 enquanto participava de negociações, mas aprisionado em N'Djamena, conseguiu escapar em 2010.
Em 23 de janeiro de 2012, os exércitos chadiano e centro-africano lançaram uma ofensiva contra suas bases localizadas nos arredores de Kaga-Bandoro, Kabo, Ouandago, Gondava (centro-norte da República Centro-Africana), causando baixas entre rebeldes da Frente Popular para a Recuperação, civis e militares de ambos os países. Baba Laddé e a maioria de seus homens deixaram a área. The Guardian afirmou em 7 de março de 2012 que 16.000 pessoas foram deslocadas como resultado desses confrontos,  em maio, as Nações Unidas mencionam 22.000 deslocados.
Segundo o pesquisador Roland Marchal, “o que difere é o fato dele (Baba Laddé) ter conseguido fazer um discurso político que não se restringiu às fronteiras da República Centro-Africana e às reivindicações localistas. Ele desenvolveu um argumento sobre a marginalização dos pastores Fulani Bororos."
Em entrevista à Radio France Internationale em 28 de fevereiro de 2012, Baba Laddé afirma que seu objetivo é derrubar os regimes do Chade e da República Centro-Africana.
Em 1 de junho de 2012, Baba Laddé disse à Radio France Internationale que estava no Sudão do Sul. Ele se estabeleceu em Boro Madina (ou Boro Medina) no estado de Bahr al-Ghazal Ocidental, no condado de Raga.
Em 14 de agosto de 2012, François Bozizé confirmou à Radio France Internationale que Baba Laddé estava no Sudão do Sul.
Baba Laddé se rendeu às autoridades centro-africanas na cidade de Ippy em 2 de setembro de 2012, depois de anunciar alguns dias antes de seu retorno à República Centro-Africana que queria negociar com os governos chadiano e centro-africano.
Ele foi oficialmente recebido em Bangui em 3 de setembro, depois um avião das Nações Unidas o transferiu para N'Djamena em 5 de setembro. Em 8 de setembro, o communiqué do acordo significando a rendição de Baba Laddé foi assinado pelos Ministros do Interior e da Defesa do Chade e da República Centro-Africana.
Em 15 de janeiro de 2013, foi nomeado conselheiro encarregado da missão no gabinete do chefe de governo do Chade. Em conflito com o primeiro-ministro, exilou-se na Nigéria e depois no Níger em setembro de 2013. Viajou para o Benim e depois para o Quénia onde conheceu Jean-Francis Bozizé (filho de François Bozizé) em Nairobi em novembro, depois Joachim Kokaté em Niamey. Após negociações, o nigerino toubou Goukouni Zen e o centro-africano da Séléka Abakar Sabon trouxeram Baba Laddé de volta ao Chade no final de janeiro de 2014.
Em 19 de julho de 2014 foi nomeado prefeito do departamento de Grande Sido.
Em 24 de novembro de 2014, como a maioria dos prefeitos e subprefeitos dos departamentos chadianos, Baba Laddé foi demitido de seu cargo por decreto. Mas tendo investido muito em seu departamento, a população de Maro se opõe a sua remoção. Um comboio militar o busca em 1 de dezembro, mas ele foge enquanto sua esposa e guarda-costas são espancados. Em seguida, em 5 de dezembro,  foi reportado que em Bateldjé (na República Centro-Africana) entre Kabo e Batangafo, seus homens teriam matado cinco civis; entretanto, um ministro centro-africano afirmou em 8 de dezembro que a presença de Baba Laddé no país era apenas um boato, porém em 10 de dezembro, as Nações Unidas anunciam que o líder rebelde foi preso em 8 de dezembro em Kabo pela MINUSCA e transferido para Bangui. No dia 11, um ex-ministro, Mahamat Djarma Khatir deu seu apoio a Baba Laddé. Ele foi extraditado para o Chade em 2 de janeiro de 2015 e encarcerado na prisão de Koro Toro.
Na crise centro-africana iniciada no final de 2012, alguns dos combatentes da Frente Popular para a Recuperação se juntaram ao Séléka, principalmente sob o comando de Ali Darassa, ex-braço direito de Baba Laddé e agora à frente da sua própria milícia fulani, a União para a Paz na República Centro-Africana.
Em 6 de dezembro de 2018, o Tribunal de Apelação de N'Djamena o condenou a 8 anos de prisão.
Depois de cumprir a pena em Koro Toro, posteriormente na prisão de Amsinéné em N'Djamena, foi transferido em 2019 para Moussoro. O seu período de detenção termina em 5 de janeiro de 2020, mas ele não é libertado até 7 de setembro de 2020.
Em 3 de março de 2021, o Supremo Tribunal rejeitou sua candidatura para as eleições presidenciais de 2021, determinando que seu partido não havia sido devidamente reconhecido pelo Ministério da Administração Territorial. O tribunal também afirmou que o extrato do registro criminal fornecido pelo requerente não cumpria os requisitos legais.
Em outubro de 2021, Baba Laddé foi nomeado diretor geral de inteligência para o Chade.